# Dacien Olive
Pour les articles homonymes, voir Olive (homonymie).
Pas d'image ? Cliquez ici

a Compétitions nationales et continentales officielles uniquement.

b Matchs officiels uniquement.
Dernière mise à jour le 5 février 2024.
Dacien Olive, né le 12 juillet 1924 à Claira (Pyrénées-Orientales) et mort le 19 novembre 2003 à Thiers (Puy-de-Dôme), est un joueur français de rugby à XV, qui a joué avec l'équipe de France et l'AS Montferrand au poste d'ailier (1,78 m pour 77 kg).

## Carrière de joueur

### En équipe de France
- Il dispute son premier test match le 27 janvier 1951 contre l'équipe d'Irlande et le dernier contre la même équipe, le 26 janvier 1952[2].

## Palmarès

### En club
- Finaliste du Challenge Yves du Manoir en 1957.

### En équipe de France
- 2 sélections
- 1 essai (3 points)
- Participation à deux Tournois des Cinq Nations : 1951 et 1952.